# Montigny-en-Cambrésis
Montigny-en-Cambrésis település Franciaországban, Nord megyében. Lakosainak száma 552 fő (2022. január 1.). Montigny-en-Cambrésis Caudry, Bertry, Clary és Ligny-en-Cambrésis községekkel határos.

## Népesség
A település népességének változása:
| Lakosok száma | 579  | 569  | 574  | 562  | 561  | 557  | 555  | 554  | 552  |
|               | 2013 | 2015 | 2016 | 2017 | 2018 | 2019 | 2020 | 2021 | 2022 |